# ایشهورشت
ایشهورشت (به آلمانی: Eichhorst) یک منطقهٔ مسکونی در آلمان است که در فریدلند، مکلنبورگ واقع شده‌است. ایشهورشت ۴۷۴ نفر جمعیت دارد.